# Redes Natúrpark
A Redes Natúrpark (spanyolul: Parque Natural de Redes) az észak-spanyolországi Asztúria egyik védett természeti területe.

## Elhelyezkedés és leírás
A 38 000 hektáros natúrpark Asztúria autonóm közösség hegyvidéki területén található, közigazgatásilag Caso és Sobrescobio községekhez tartozik. A területet 1996-ban nyilvánították natúrparkká, majd 2001-ben az UNESCO bioszféra-rezervátumként is elismerte.
Felszíne igen változatos, a glaciális eredetű formációktól (például cirkuszvölgyek) a karsztképződményekig (barlangok) és a tágas rétekig, legelőkig többféle felszínforma és élőhelytípus megtalálható itt. Területének mintegy 40%-át erdő borítja. Legmagasabb pontja 2002 méterrel található a tenger szintje felett, a jelentősebb csúcsok közé tartozik a Retriñón, a Peña′l Vientu, a Cantu l′Osu, a Tiatordos és a Rapainal. Több látványos mészkőszakadék is található a parkban, például az Alba folyó völgyében, illetve az Arrudos-szakadék: ez a családos turisták egyik legkedveltebb kirándulóhelye. Szintén látványos helyszín az 1215 méter magasan található, és Bezanesből viszonylag könnyen megközelíthető Brañagallones nevű rét.
A területen három helyszínt úgynevezett természeti műemlékké nyilvánítottak: a Tarna közelében levő Tabayón (vagy Taballón) del Mongayu nevű vízesést, a Deboyu nevű barlangot (amelyen átfolyik a Nalón folyó) és a Ruta del Alba nevű folyóvölgyet.

## Élővilág
A fő erdőalkotó fafaj a bükk, de jelentős méretű foltokban tölgyek és gesztenyefák is megtalálhatók. Az erdők azonban nem teljesen egybefüggők, mert rétek és matorralok tagolják. A bükkmakk fontos táplálékot jelent az itt élő állatok számára. Helyenként kőrisek, tiszafák, nyírek és magyalok is előfordulnak, a magasabb hegyi területeken pedig közönséges boróka alkot matorralt, a mészkősziklákon megjelenik az orvosi medveszőlő, a szilikátos talajokon pedig hangák és áfonyák telepedtek meg.
Ami az állatokat illeti: szinte minden jelentős faj megél itt, ami az Ibériai-félsziget északi részén másutt is megtalálható, így például a barna medve, a szürke farkas, a zerge (amelynek egész Asztúriában itt él a legnagyobb állománya), a visszatelepített szarvasok, a siketfajd, a dögkeselyű és a szirti sas.

## Képek

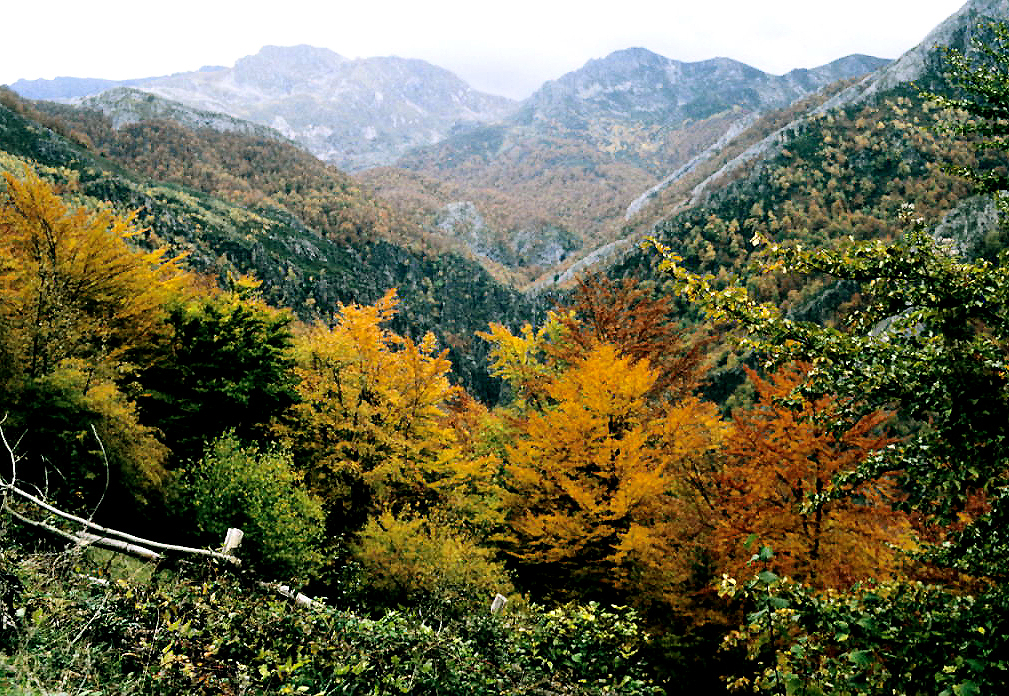
Őszi tájkép
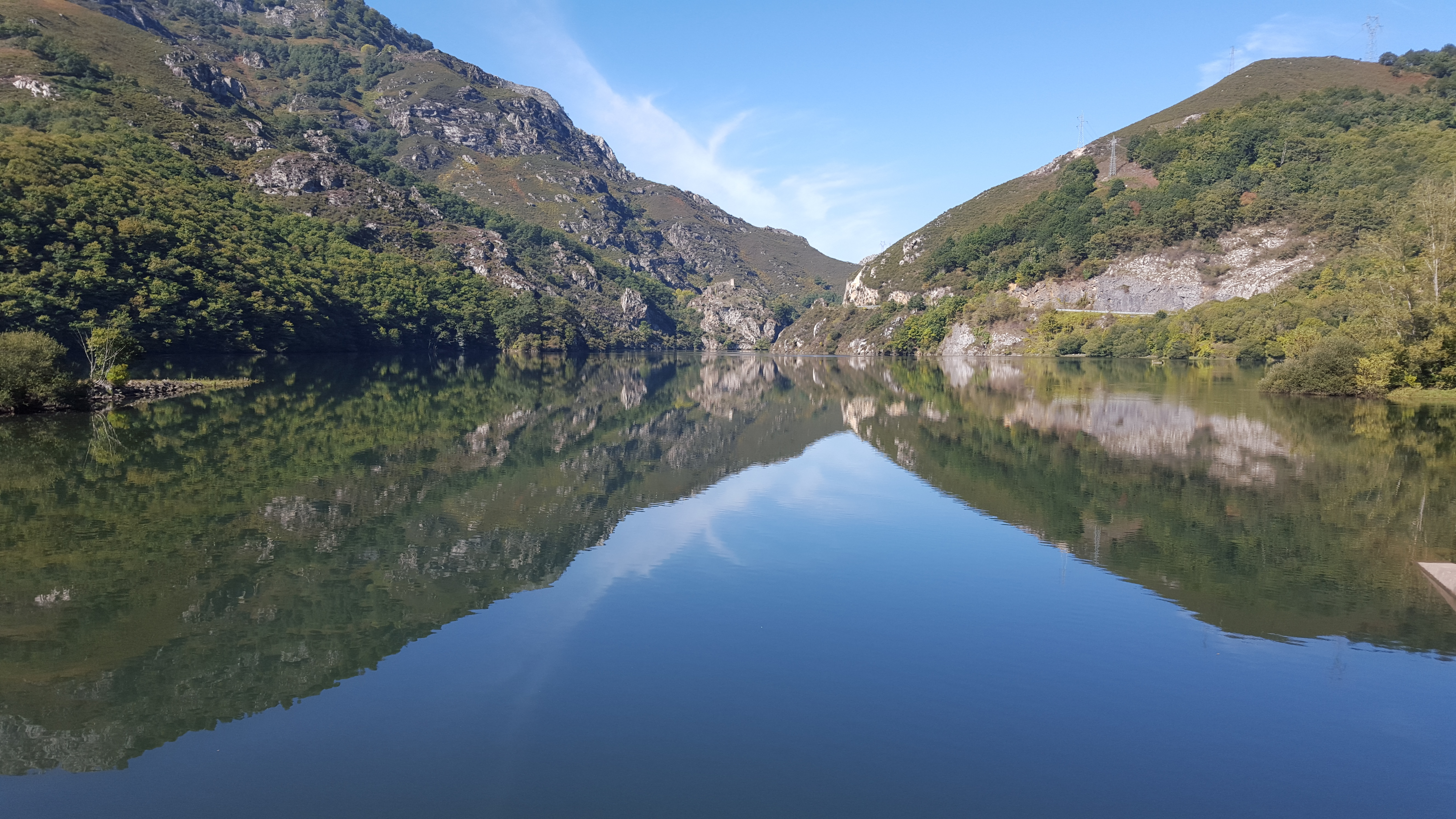
A Rioseco-víztározó
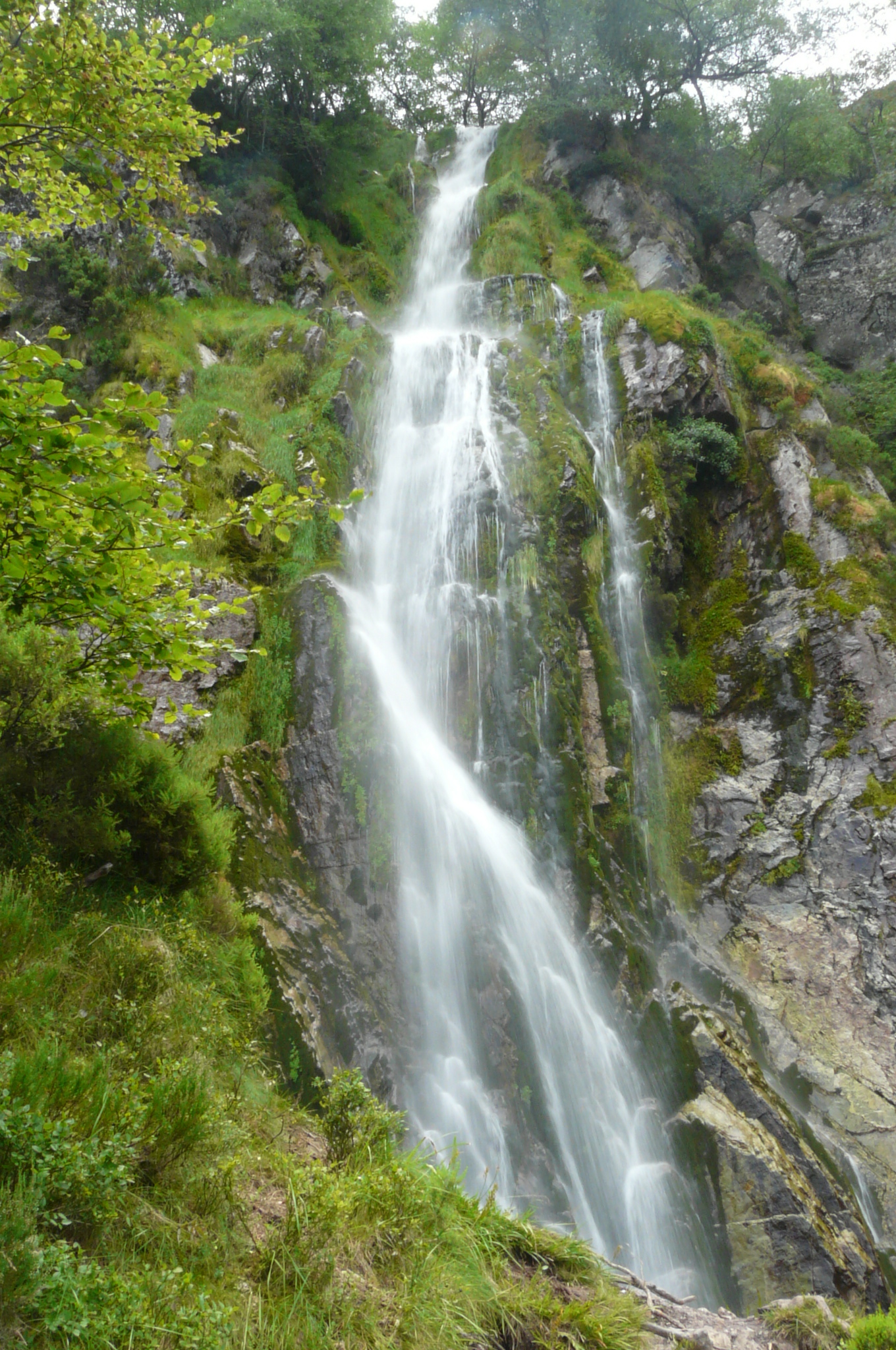
A Taballón-vízesés
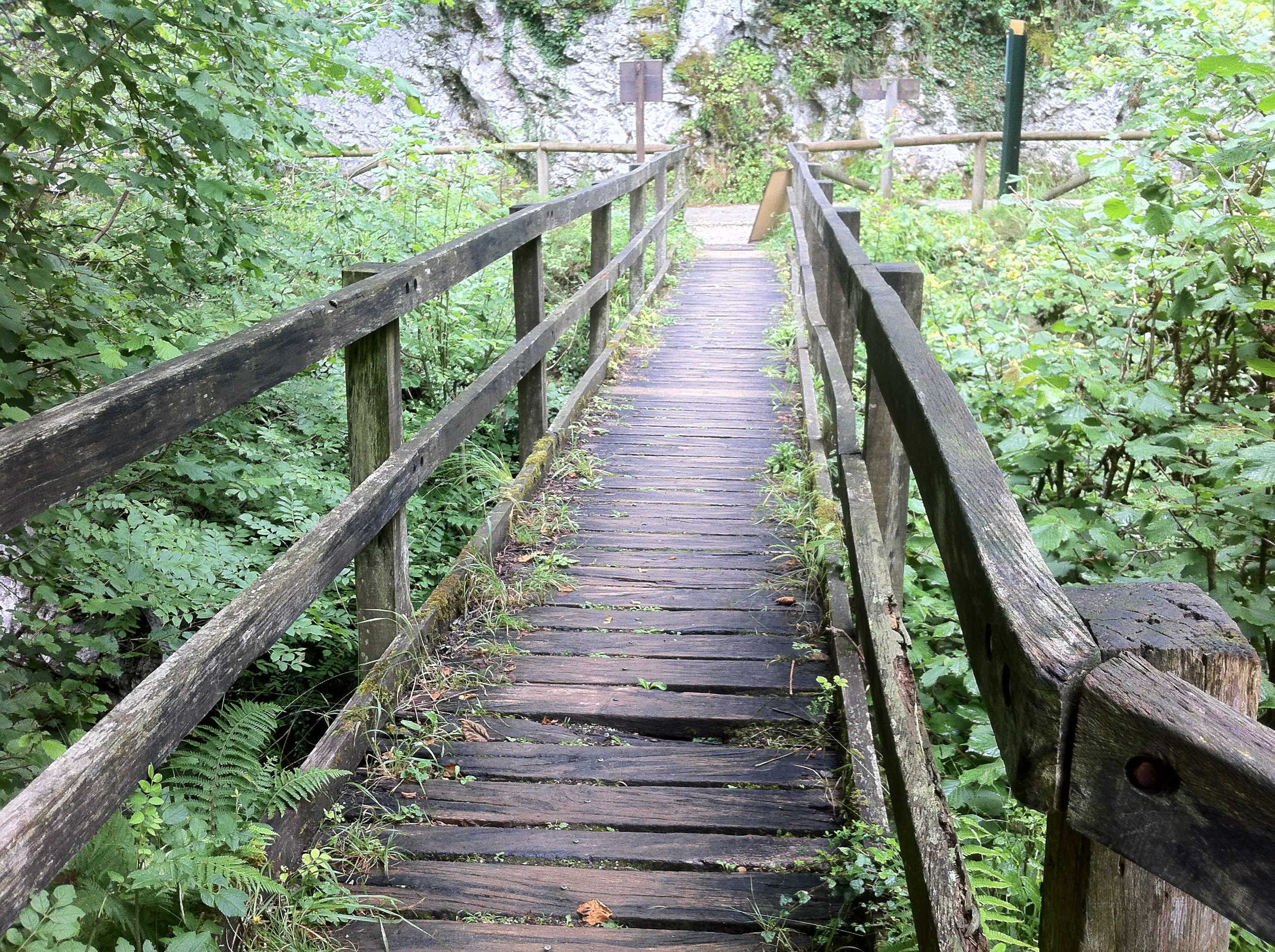
A Ruta del Alba nevű út hídja
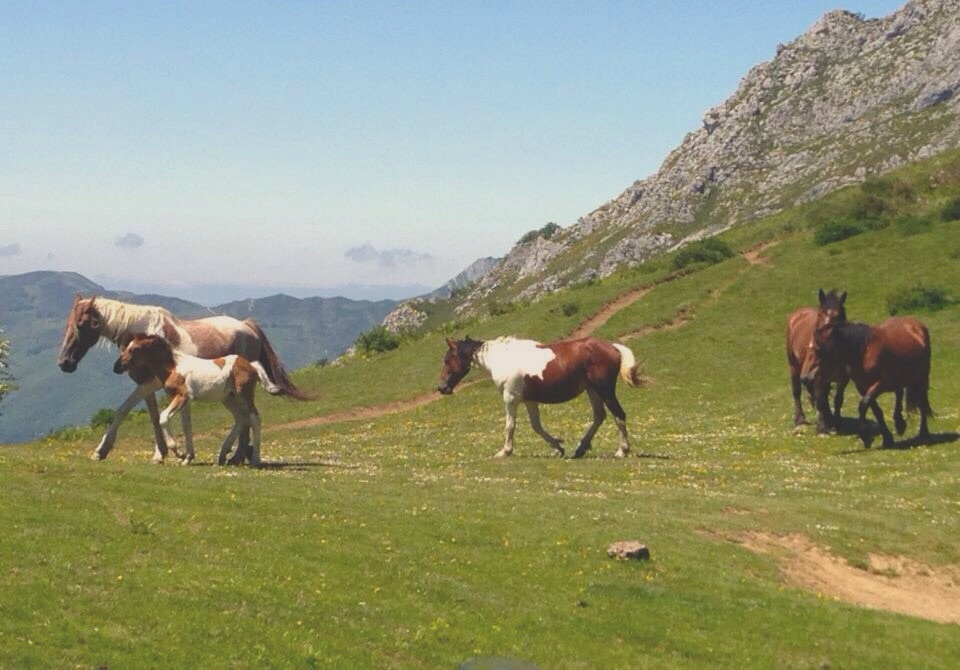
Lovak a natúrparkban